# بيدرو سولي
بيدرو سولي خونوي (بالإسبانية: Pere Solé i Junoy) (7 مايو 1905 – 25 فبراير 1982) لاعب كرة قدم إسباني راحل كان يجيد اللعب في خط الهجوم .
لعب طوال مسيرته الرياضية في أندية إسبانيول (1928-1936) ريال مورسيا (1939-1941).
مثل منتخب إسبانيا في 4 مباريات (1929-1936). شارك مع منتخب إسبانيا في بطولة كأس العالم 1934 في إيطاليا حيث خرج من الدور الربع النهائي.

## وصلات خارجية
- بيدرو سولي على موقع الاتحاد الدولي (مؤرشف)  (الإنجليزية)
- بيدرو سولي على موقع قاعدة بيانات كرة القدم.إي يو (الإنجليزية)
- بيدرو سولي على موقع ناشيونال فوتبول تيمز (الإنجليزية)
- بيدرو سولي على موقع Soccerway.com (الإنجليزية)
- بيدرو سولي على موقع عالم كرة القدم.نت (الإنجليزية)
- هذا سيرة ذاتية